# Mare Kandre

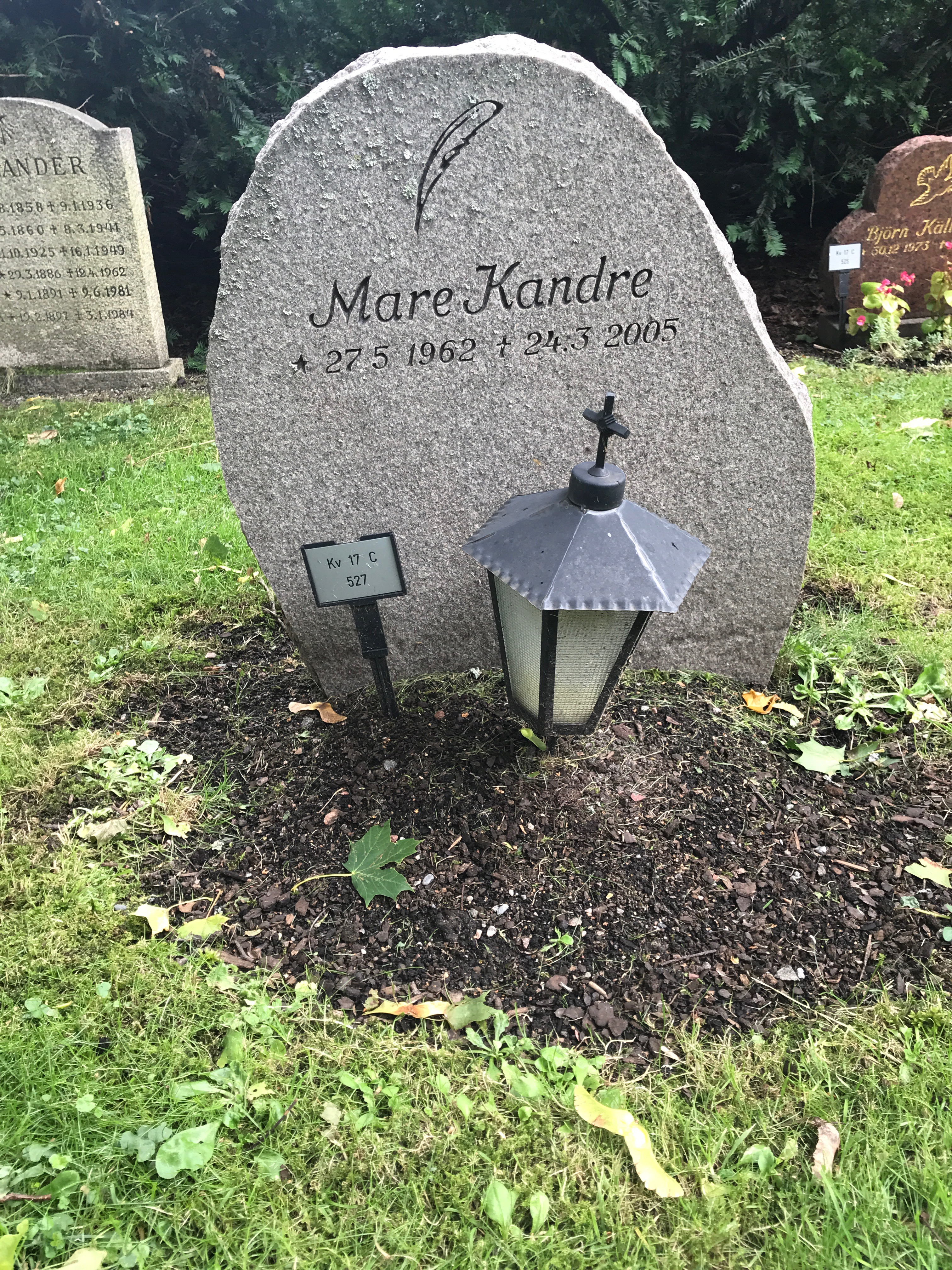
Gravvård på Norra begravningsplatsen.

Mare Ingrid Kandre, ursprungligen Hansson, född 27 maj 1962 i Söderala i Gävleborgs län, död 24 mars 2005 i Gustav Vasa församling i Stockholm, var en svensk författare.

## Biografi
Mare Kandre föddes i Hälsingland som dotter till civilingenjören Olof Hansson och fil. dr Tiiu Hansson, född Kandre. Efter två år i Kanada kom hon att växa upp i Göteborg. Innan Mare Kandre blev författare var hon sångerska i banden Kramp och Ruhr samt förgrundsfigur i musikgruppen Global Infantilists.
Mare Kandre debuterade vid 22 års ålder med I ett annat land (1984) och beskrevs som ett litterärt underbarn. Romanen Bübins unge (1987) jämfördes med verk av Franz Kafka och Fjodor Dostojevskij. Aliide, Aliide (1991) är en uppmärksammad barndomsskildring. Mare Kandre fick internationell uppmärksamhet med sina romaner. Dessa och hennes noveller och prosastycken handlar ofta om barns, särskilt flickors, utveckling till vuxna människor, om kvinnoroller och om traumatiserade människor som marginaliserats och som väljer att bryta mot samhällets förväntningar.
Berättelserna har en metafysisk dimension, vilket förstärks av Kandres poetiska språk och framställning, med existentiella frågeställningar som anknyter till den samtida samhällsdebattens huvudfrågor. I sitt författarskap återkommer hon ofta till ämnen som anpassningen till kvinnorollen, hur ett inre främlingskap (alienation) grundläggs och drifternas betydelse.
På skärtorsdagen 2005 hittades Mare Kandre död i sin bostad; dödsorsaken var en överdos av läkemedel. Till minne av henne utdelas sedan 2006 Mare Kandre-priset till författare som skriver i Kandres anda.

## Priser och utmärkelser
- 1985 – Albert Bonniers stipendiefond för yngre och nyare författare
- 1991 – Aftonbladets litteraturpris
- 1993 – Stipendium ur Lena Vendelfelts minnesfond
- 1996 – De Nios Vinterpris
- 1999 – Kallebergerstipendiet
- 2000 – Göteborgs-Postens litteraturpris
- 2003 – Doblougska priset